# Comté de Harrison (Texas)
Pour les articles homonymes, voir Harrison et Comté de Harrison.
Le comté de Harrison (anglais : Harrison County) est un comté situé dans l'est de l'État du Texas aux États-Unis. Le siège du comté est Marshall. Selon le  recensement de 2020, sa population est de 68 839 habitants.  
Le comté a une superficie de 2 370 km2, dont 2 328 km2 est de terre. 

## Comtés adjacents
| Comté d'Upshur | Comté de Marion   |                   |
| Comté de Gregg | comté de Harrison | Paroisse de Caddo |
| Comté de Rusk  | Comté de Panola   |                   |

## Démographie
Lors du recensement de 2010, le comté comptait une population de 65 631 habitants. En 2017, la population est estimée à 66 661 habitants.

Pyramide des âges du comté de Harrison (2000).

| Groupes           | Comté de Harrison | Texas | États-Unis |
| ----------------- | ----------------- | ----- | ---------- |
| Blancs            | 64,5              | 44,3  | 63,7       |
| Afro-Américains   | 22,6              | 11,9  | 12,6       |
| Autres            | 2,9               | 10,6  | 6,4        |
| Mètis             | 1,1               | 2,7   | 2,9        |
| Amérindiens       | 0,4               | 0,7   | 0,9        |
| Asiatiques        | 0,3               | 3,8   | 4,8        |
| Total             | 100               | 100   | 100        |
|                   |                   |       |            |
| Latino-Américains | 11,4              | 37,9  | 16,7       |